# Château de Chevignes
 (novembre 2022).
Si vous disposez d'ouvrages ou d'articles de référence ou si vous connaissez des sites web de qualité traitant du thème abordé ici, merci de compléter l'article en donnant les références utiles à sa vérifiabilité et en les liant à la section « Notes et références ».
Le château de Chevignes est situé à flanc de pente, sur la commune de Davayé, dans le département de Saône-et-Loire, en France.

## Description
La construction actuelle date du milieu du XVIIe siècle[réf. souhaitée]. La façade est, précédée d'une terrasse, comprend, à ses deux extrémités, des avant-corps de faible avancée. Au centre, un balcon à appui-corps en fer forgé est relié à la terrasse par un terre-plein. Une partie du mur de la chapelle subsiste dans la paroi sud de l'aile méridionale des communs.
Le château est une propriété privée et ne se visite pas.

## Historique
- 931 : la villa est donnée à l'abbaye de Cluny par Raoul, duc de Bourgogne
- 950 : fondation d'une chapelle consacrée à Saint-Taurin
- Xe siècle : augmentation du territoire grâce à des donations, et culture de la vigne
- Moyen Âge : les moines bâtissent une demeure fortifiée et en font une obédience gérée par un moine
- XVIe siècle : la terre devient une concession à bail
- 1682 : le diplomate Jean Mabillon y fait étape lors de son voyage en Bourgogne
- juillet 1789 : le domaine est pillé et ravagé
- 1791 : Jean-Baptiste Mure, originaire du Dauphiné, acquiert la propriété
- 1870 : acquisition des Protat, famille d'imprimeurs

## Annexe